# Donna Murphy
Donna Murphy (nascuda el 7 de març de 1959) és una actriu i cantant estatunidenca, coneguda pels seus treballs en teatre musical. Nominada cinc vegades al Premi Tony, ha guanyat dues vegades el premi Tony a la millor actriu protagonista de musical: pel seu paper de Fosca in Passion (1994–95) i com a Anna Leonowens a The King and I (1996-1997). També va ser nominada pels seus papers com Ruth Sherwood a Wonderful Town (2003), Lotte Lenya a LoveMusik (2007) i Bubbie / Raisel a The People in the Picture (2011).
Murphy va fer el seu debut a Broadway com a reemplaçament del musical They're Playing Our Song (1979). Entre els altres crèdits escènics destaquen les originals produccions al off-Broadway de Song of Singapore (1991) i Hello Again (1993), a més de la alternativa a Bette Midler com a personatge principal en el revival a Broadway de Hello, Dolly! (2017-18). El 1997, va guanyar un premi Emmy Daytime per a intèrpret destacat en un especial infantil pel seu paper a Someone Had to be Benny, un episodi de la sèrie HBO Lifestories: Families in Crisis. Els seus papers com a filme són Anij a Star Trek: Insurrection (1998); Rosalie Octavius a Spider-Man 2 (2004); Mother Gothel al film d'animació Tangled (2010), i una de les secretàries del govern a The Bourne Legacy (2012).

## Vida primerenca i educació
Donna, la major de set germans, va néixer a Corona, Queens, Nova York, filla de Jeanne (nascuda Fink) i Robert Murphy, enginyer aeroespacial. Murphy és d'ascendència irlandesa, francesa, alemanya i txeca. La seva família es va mudar a Hauppauge, Long Island, Nova York. Als tres anys, va demanar lliçons de veu i va fer espectacles infantils a Hauppauge. Més tard es va traslladar a Topsfield, Massachusetts i es va graduar de Masconomet Regional High School el 1977.

## Vida personal
Murphy es va casar amb l'actor i cantant Shawn Elliott des del 1990 fins a la seva mort el març del 2016. És la madrastra de les dues filles d'Elliott. El 2005 van adoptar una filla de Guatemala, Darmia Hope.

## Carrera
Murphy va abandonar el programa de dramatúrgia de la Universitat de Nova York durant el seu segon any quan va ser contractada per fer de suplent de les tres cantants secundàries al musical de Broadway del 1979, They're Playing Our Song. En una entrevista del 2007, Murphy va explicar: «Al final del meu segon any, vaig prendre una excedència. Vaig haver de fer audicions sense fer classes.» També va estudiar al Lee Strasberg Theatre Institute.
Ella ha aparegut en moltes produccions de l'off-Broadway, incloent el musical Francis el 1981 al York Theatre a St. Peter's, The Mystery of Edwin Drood el 1985 al Public Theater's Delacorte Theatre, Birds of Paradise el 1987 (passeig de Teatre), Privates on Parade (Roundabout Theatre) el 1989, el musical Song of Singapore el 1991, el musical de Michael John LaChiusa musical Hello Again al Lincoln Center Mitzi Newhouse Theater el 1993, Twelve Dreams al teatre Mitzi Newhouse el 1995, i Helen al Public Theater/New York Shakespeare Festival en 2002. En 2012, ella va aparèixer a Into the Woods de Stephen Sondheim al Teatre Delacorte de Teatre Públic com la Bruixa.
A Broadway, després de They Playing Our Song (1979), va ser suplent al musical/òpera The Human Comedy l'abril de 1984 i va interpretar diversos papers a The Mystery of Edwin Drood de 1985 a 1987. També va interpretar Audrey a Little Shop of Horrors de Howard Ashman i Alan Menken. El 1994 va interpretar el paper de Fosca al musical Passion de Stephen Sondheim i James Lapine, guanyant el Premi Tony a la Millor Actriu Protagonista de Musical per la seva actuació. Un any després va aparèixer a Twelve Dreams en la revifalla de Lapine. El 1996, va interpretar a Anna Leonowens en el revival de The King and I al costat de Lou Diamond Phillips, també enregistrant un àlbum de repartiment. El paper li va valer un segon premi Tony a la millor actriu en un musical. Va aparèixer com Ruth Sherwood en un revival de Wonderful Town del 2003 al 2005 (prèviament ha actuat en el concert de New York City Center Encores! 2000 i va ser nominada al Premi Tony a millor actriu en un musical i guanyà el premi Drama Desk per a actriu destacada en un musical. El 2007, ella va aparèixer a LoveMusik com Lotte Lenya, enfront de Michael Cerveris com Kurt Weill, rebent nominacions als premis Tony i Drama Desk. Va aparèixer al New York City Center Encores! 2007 en el concert de Follies com a Phyllis. Va aparèixer a la producció del Roundabout Theatre d'un nou musical, The People in the Picture, que es va estrenar el 28 d'abril de 2011 i va tancar el 19 de juny de 2011. Va ser nominada al premi Tony del 2011 a millor actriu protagonista en un Musical pel seu paper a la producció.
Va aparèixer al revival de Broadway de Hello, Dolly! com Dolly Levi, suplint a Bette Midler les nits de dimarts i altres actuacions selectes. Va interpretar la seva última actuació el 7 de gener de 2018.Murphy va tornar a Hello, Dolly! durant sis actuacions (22 i 29 de juliol, 5, 12, 19 i 20 d'agost) quan Midler es va incorporar al musical abans que es tanqués el 25 d'agost de 2018.
Les pel·lícules de Murphy inclouen Anij, l'interès amorós del capità Jean-Luc Picard, a Star Trek: Insurrection ((1998), a la pel·lícula Center Stage, com a professora de ballet (2000), com Rosalie Octavius, esposa del Dr. Otto Octavius, el vilà de la pel·lícula a Spider-Man 2 (2004), com Betty, assistent de recerca quirúrgica al film de Darren Aronofsky's film The Fountain (2006) i mare de Scarlett Johansson a The Nanny Diaries (2007). Com a mare Gothel a la pel·lícula musical d' animació Tangled (2010), va cantar la cançó "Mother Knows Best". Va interpretar a Kathleen, la mare de Vera Farmiga a Higher Ground (2011) i a Marie a Dark Horse (2011). El 2012 va aparèixer com a secretària del govern Dita Mandy a The Bourne Legacy.
A la televisió, Murphy va aparèixer a la telenovela de la NBC Another World des del 1989 fins al 1991 com a fiscal del districte Morgan Graves. Ella va guanyar un Emmy el 1997, per interpretar Armando Agrelo a "Someone Had be be Benny" (1996), un episodi de la sèrie de la HBO Lifestories: Families in Crisis. Altres sèries de televisió inclouen un paper recurrent com Abigail Adams a Liberty! The American Revolution (1997), Murder One (1995–1996), Law & Order com Carla Tyrell en un paper recurrent (2000), Hack (2002–2003), Trust Me (2009) i Quantico (2017). El seu treball de veu en publicitat de TV inclou la sèrie Le Vian chocolate diamonds de Jared Jewelry.

## Crèdits professionals

### Teatre
| Any(s)  | Producció                  | paper                      | Localització          | Notes                      |
| ------- | -------------------------- | -------------------------- | --------------------- | -------------------------- |
| 1979–81 | They're Playing Our Song   | Swing / Sonia Walsk        | Imperial Theatre      | Veu                        |
| 1984    | The Human Comedy           | Bess Macauley i Mary Arena | Royale Theatre        | Suplent                    |
| 1985–87 | The Mystery of Edwin Drood | Diversos personatges       | Imperial Theatre      |                            |
| 1994–95 | Passion                    | Fosca                      | Plymouth Theatre      |                            |
| 1996–97 | The King and I             | Anna Leonowens             | Neil Simon Theatre    |                            |
| 2003–04 | Wonderful Town             | Ruth Sherwood              | Al Hirschfeld Theatre |                            |
| 2007    | LoveMusik                  | Lotte Lenya                | Biltmore Theatre      |                            |
| 2011    | The People in the Picture  | Bubbie / Raisel            | Studio 54             |                            |
| 2017–18 | Hello, Dolly!              | Dolly Gallagher Levi       | Shubert Theatre       | Alternant amb Bette Midler |

### Filmografia

#### Cinema
| Any(s) | Títol                   | Paper                 | Notes |
| ------ | ----------------------- | --------------------- | ----- |
| 1995   | Jade                    | Karen Heller          |       |
| 1998   | October 22              | Carole                |       |
| 1998   | Star Trek: Insurrection | Anij                  |       |
| 1999   | The Astronaut's Wife    | Natalie Streck        |       |
| 2000   | El ritme de l'èxit      | Juliette Simone       |       |
| 2004   | The Door in the Floor   | Frame Shop Owner      |       |
| 2004   | Spider-Man 2            | Rosalie Octavius      |       |
| 2006   | Ira & Abby              | Dr. Betsy Goldman     |       |
| 2006   | World Trade Center      | Judy Jonas            |       |
| 2006   | The Fountain            | Betty                 |       |
| 2007   | Diari d'una mainadera   | Judy Braddock         |       |
| 2008   | Sherman's Way           | Evelyn Black          |       |
| 2010   | Tangled                 | Mother Gothel (voice) |       |
| 2011   | Higher Ground           | Kathleen Walker       |       |
| 2011   | Dark Horse              | Marie                 |       |
| 2012   | The Bourne Legacy       | Dita Mandy            |       |
| 2016   | No Pay, Nudity          | Pearl                 |       |
| TBA    | Anastasia               | Yara the Enchantress  |       |

#### Televisió
| Any(s)    | Títol                                            | Paper                 | Notes                                         |
| --------- | ------------------------------------------------ | --------------------- | --------------------------------------------- |
| 1987      | Tales from the Holywood Hills: A Table at Ciro's | June the Vocalist     | Telefilm                                      |
| 1991      | Another World                                    | D.A. Morgan Graves    | 7 episodis                                    |
| 1993      | Law & Order                                      | Karen Unger           | Episodi: "Right to Counsel"                   |
| 1996      | Lifestories: Families in Crisis                  | Armanda Agrelo        | Episodi: "Someone Had to Be Benny"            |
| 1995–96   | Murder One                                       | Francesca Cross       | 6 episodis                                    |
| 1996      | Remember WENN                                    | Ruth Geddy            | Episodi: "Behind Every Great Woman"           |
| 1996      | Passion                                          | Fosca                 | Telefilm                                      |
| 1997      | Nothing Sacred                                   | Camille               | Episodi: "Spirit and Substance"               |
| 1997–2000 | Law & Order                                      | Carla Tyrell          | 2 episodis                                    |
| 1997      | Liberty! The American Revolution                 | Abigail Adams         | Minisèrie; 6 episodis                         |
| 1998      | The Practice                                     | Marie Hanson          | Episodi: "Axe Murderer"                       |
| 1998      | Ally McBeal                                      | Maries Hanson         | Episodi: "The Inmates"                        |
| 1998      | The Day Lincoln Was Shot                         | Mary Todd Lincoln     | Telefilm                                      |
| 2000      | The Last Debate                                  | Joan Naylor           | Telefilm                                      |
| 2000–01   | What About Joan?                                 | Dr. Ruby Stern        | 21 episodis                                   |
| 2002      | The Education of Max Bickford                    | Esther Weber          | Episodi: "The Good, the Bad, and the Lawyers" |
| 2002–03   | Hack                                             | Heather Olshansky     | 16 episodis                                   |
| 2005      | CSI: Crime Scene Investigation                   | Captain Annie Krame   | Episodi: "Hollywood Brass"                    |
| 2006      | The Book of Daniel                               | Dr. Libby Webster     | Episodi: "God's Will"                         |
| 2006      | Studio 60 on the Sunset Strip                    | Blair                 | Episodi: "Pilot"                              |
| 2007      | Law & Order: Criminal Intent                     | Maureen Pagolis       | Episodi: "Albatross"                          |
| 2007      | Danys i perjudicis                               | Nancy                 | Episodi: "Do You Regret What We Did?"         |
| 2008      | Law & Order: Special Victims Unit                | Dr. Raye Massey       | Episodi: "Retro"                              |
| 2009      | Trust Me                                         | Denise Goodman        | 5 episodis                                    |
| 2010      | Ugly Betty                                       | Eve                   | Episodi: "Million Dollar Smile"               |
| 2012      | Made in Jersey                                   | Darlene Garetti       | 7 episodis                                    |
| 2013      | The Mentalist                                    | Diandra Sunderland    | Episodi: "Behind the Red Curtain"             |
| 2013      | House of Versace                                 | Maria                 | Telefilm                                      |
| 2014      | The Good Wife                                    | Judge Alice Adelson   | Episodi: "A Material World"                   |
| 2014      | Royal Pains                                      | Berta                 | Episodi: "Steaks on a Plane"                  |
| 2014–15   | Resurrection                                     | Angela Forrester      | 8 episodis                                    |
| 2015      | Hindsight                                        | Georgie Brady         | 4 episodis                                    |
| 2016–17   | Mercy Street                                     | Jane Green            | 12 episodis                                   |
| 2017      | Doubt                                            | D.A. Grace Russo      | 2 episodis                                    |
| 2017–19   | Tangled: The Series                              | Mother Gothel (voice) | 4 episodis                                    |
| 2017      | Quantico                                         | Rebecca Sherman       | Episodi: "Mktopaz"                            |
| 2019      | The Blacklist                                    | Sophia Quayle         | Episodi: "The Pawnbrokers (No. 146/147)"      |
| 2019      | The Bravest Knight                               | Trulla (voice)        | Episodi: "Cedric & the Troll"                 |
| 2019      | Power                                            | Loretta Walsh         | 3 episodis                                    |

### Vídeojocs
| Year | Títol              | Paper                 | Notes |
| ---- | ------------------ | --------------------- | ----- |
| 2019 | Kingdom Hearts III | Mother Gothel (voice) |       |